# Konståret 1985

## Händelser

### Mars
- 22 mars – Irving Penn får Hasselbladstiftelsens årliga pris.[1]

### Oktober
- 27 oktober – Minst fem beväpnade män tränger sig in på Marmottanmuseet i Paris, övermannar vakter och besökare och försvinner med nio tavlor, bland annat av Claude Monet.[1]

### November
- 5 november – Prins Eugen-medaljen tilldelas Birgit Broms, målare, K G Bejemark, skulptör, Elisabet Hasselberg Olsson, textilkonstnär, Benny Motzfeldt, norsk konsthantverkare, och Sigurdur Gudmundsson, isländsk skulptör.

### Okänt datum
- Howard Hodgkin tilldelades det engelska Turnerpriset.
- Statens Museum for Kunst skapar Kunstindeks Danmark

## Verk
- Odd Nerdrum – Skyen
- Wayne Thiebaud – Gator i solnedgång.

## Födda
- 24 september – Eric Adjetey Anang, ghanansk skulptör.
- okänt datum – Jan Bielecki, svensk serietecknare och illustratör.

## Avlidna
- 28 mars – Marc Chagall, konstnär (född 1887).[1]
- 12 maj – Jean Dubuffet (född 1901), fransk målare och grafiker.[1]
- 22 maj – Wolfgang Reitherman (född 1909), amerikansk animatör.
- 22 september – Endre Nemes (född 1909), 75, svensk konstnär.[1]
- 15 november – Meret Oppenheim (född 1913), schweizisk konstnär.
- okänt datum – Helge Lindahl (född 1898), svensk konstnär

### Fotnoter
1. 1 2 3 4 5   Horisont 1985. Bertmarks